# メヌード
MENUDO（メヌード）は、プエルトリコ出身のボーイ・バンド。1980年代に中南米およびアメリカで爆発的な人気を誇った。16歳でグループを脱退しなければならず、このためメンバーチェンジを繰り返しながらグループは存続し、リッキー・マーティンも所属していた。3回の来日を果たし、日本国内にも数多くのファンを残す。また、日本の女性アイドルグループであるモーニング娘。がそのグループの概念を手本（参考）にしたといわれる。

## メヌードの歴史
- 1977年、プエルトリコでメヌードは誕生した。音楽関係に携わっていたエドガルド・ディアズ（Edgardo Diaz）が、自らの従兄弟である3人のリッキー・メレンデス（Ricky Melendz）、オスカル・メレンデス（Oscar Melendez)、カルロス・メレンデス（Carlos Melendez）、のメレンデス3兄弟と、その友達のサラベリー兄弟 - フェルナンド・サラベリー（Fernando Sallaberry）、ネフティ・サラベリー（Nefty Sallaberry）の5人を集め、ディアズ自らがプロデューサーとなり、16歳になったらグループを脱退する、という条件を加えて、メヌードを結成。
- 1977年プエルトリコで、1stアルバム「LaFantasumas」で、デビューを果たした。その噂は瞬く間にラテン系の人々に広まり、翌年1978年には、2ndアルバム「Laura」をリリースした。
- 1979年初のコンサートを行った。9月「La Gente Joven de Menudo」が放映され、この初のテレビ番組がきっかけとなり、プエルトリコだけではなく、ラテンアメリカ各国での人気に拍車をかけた。
- 1978年、3rdアルバム「Chiquitita」をリリースした。ABBAでおなじみの曲「チキチータ」である。日本でも、このメヌード版「チキチータ」がオンエアされたこともある。その後、4thアルバムとして、クリスマスシーズンアルバム「Navidad」をリリース。
- 1980年には、5thアルバム「Mas Mucho Mas」を、クリスマスシーズンには再び、6thアルバムとなる「Menudo Es Navidad」をリリース。
- 1981年春、7thアルバムとなる、初のメヌードベストアルバム「Fuego」をリリースした。
- 1981年秋には、8thアルバム「La Rock Chigillo」をリリースし、人気を不動のものとした。
- 1982年には、14ヶ国77都市でワールドツアーを行った。
- 1982年12月には、映画にまで進出した。初主演映画「Una Aventura Llamada Menudo」が中南米で公開された。この後、メヌードは世界進出を意識するようになっていった。
- 1983年2月にはニューヨークで初コンサートを行った。3月には、メキシコのスタジアムアステカでもコンサートを行い、6月には、再度ニューヨーク、マディソン・スクエア・ガーデンでコンサートを行った。9月には、映画『キャノンボール2』の主題歌をスペイン語・英語で歌い、メヌードの名を世界に知らしめた。テレビCMにも引っ張りだことなったメヌードは、P&G社クレスト歯磨き粉、マクドナルドCMに出演、ペプシコーラ社のイメージキャラクターとして何本ものCMに出演するなど、実際に世界進出を達成した。そして11月、世界のメジャーであるRCAレコードから、「A Todo Rock」をリリースした。歌手活動だけではなく、CM、映画など、世界のメヌードとして、知られるようになった。さらに名誉ある出来事として1984年に、世界で最年少の国連ユニセフ親善大使に任命された。
- 1984年2月には、初の英語アルバム「Reaching Out」をリリースした。このアルバムが「ハローメヌード」という邦題で、1984年12月に日本でもビクター音楽産業（現：JVCケンウッド・ビクターエンタテインメント）の洋楽事業部（旧：ビクター・ワールドグループ）から発売され、これが日本でのデビューアルバムとなった。
- 1984年、再びニューヨーク、今度はラジオシティーミュージックホールでコンサートを行い、興奮したファンが失神する、というニュースまで流れた。グラミー賞ラテンアワードでも入賞を成し遂げ、また、マイケル・ジャクソン、クインシー・ジョーンズ受賞の際のプレゼンターも担当し、ジョン・デンバーと共にグラミー賞を盛り上げた。続いて発売されたスペイン語アルバム「Evolucion」も大ヒットさせ、世界中でコンサートツアーを開始した。
- 1985年3月メヌードは、初来日を果たした。第14回東京音楽祭に出演し、銀賞（3位）に入賞した。また、初来日にして、日本武道館で初コンサートという、偉業を成し遂げた。来日中は、テレビのバラエティ番組『クイズ・ドレミファドン!』に出演。また、ロッテチョコレートカントリーのイメージキャラクターとして、日本限定のCM曲として使用された「Sing&Dance」に合わせて、CMを極秘撮影した。メヌードの宿泊先であった東京プリンスホテルまで、ファンが詰めかけた。初来日で、多くの日本のファンを得たメヌードは、帰国後に、ロッテチョコレートカントリーのCMがオンエアされ、さらに日本のファンを増やし続けた。初来日のメンバーは、Roy Rosello, Roby Rosa, Charlie Masso, Ray Reyes, そして、オリジナルメンバーだったあのメレンデス兄弟の一人、リッキー・メレンデスが来日前に脱退し、12歳のリッキー・マーティン（Ricky Martin）が新メンバーとして加入、来日を果たした。
- 1985年10月、メヌードは、再来日を果たした。TBSラジオ、NHK『スペイン語講座』に出演した。また、世界中で行われたExplosion Concert Tourを、日本でも2ndコンサートとして五反田簡易保険ホールゆうぽうとで行った。メヌード2枚目の英語アルバムである「EXPLOSION-エクスプロージョン」が世界中で発売されており、これに合わせてのコンサートツアーであった。プライベートでは、新宿を訪れショッピングを楽しんだ。宿泊先であったホテルフェアモントにも、ファンが会いに来ていた。この模様は、メヌードの専属カメラマンによって撮影され、日本では、「Sing&Dance」のPV、「東京プロモーション」と題して、フィルムが世界中でオンエアされた。今回のこの来日メンバーは、初来日の時と同じく Roy Rosello, Roby Rosa, Charlie Masso, Ricky Martin, そして新メンバーレイモンド（Raymond Acevedo）であった。メヌードひさびさのスペイン語アルバム「Ayer y hoy」が発売された。
- 1986年6月 メヌード再来日。来日する度に、メンバーが一人ずつ入れ替わっている。2回の来日経験のあるロイ・ロセーロ（Roy Rosello）が半ば突然メヌードを脱退してしまったのだ。代わりに加入した新メンバー、セルジオ・ゴンザレス（Sergio Gonzalez）が、リッキー、ロビー、チャーリー、レイモンドとともに来日を果たした。この来日時は、ロッテカントリーの新CMの撮影、MENUDO『ロッテ 歌のアルバム』に出演したが、コンサートは行われず、メヌードのパフォーマンスの披露は、『ロッテ 歌のアルバム』（取手市民会館にて収録）のみであった。帰国後は、英語アルバム「can't get enough」、スペイン語アルバム「Refrescante」が発売された。世界各国では、相変わらずの人気ぶりで、フィリピンではゴールドディスクを獲得した。ヨーロッパへも進出し、イタリアのサンレモ音楽祭への出場も手に入れたのだ。日本からは、メヌードのグアム・ハワイへのコンサートツアーへ行く熱狂的なファンもおり、世界中のファンの歓声の中、メヌードは、プエルトリコや周辺各国で原点に還って活動していた。その後、MDOと改名。
- 2008年からは、NEW MENUDOとして、全米中で行われたオーディションで選ばれた5人を新メンバーに迎え、アメリカを中心に活動している。しかし、そのブランドなどはオリジナルファミリーではなく、他社がマネージメントをしている。

## 歴代のメンバー
メンバー各人に関する情報は各人のページを参照。
オリジナルメンバー
- 1977–1984 Ricky Melendez（リッキー・メレンデス）
- 1977–1981 Oscar Melendez（オスカル・メレンデス）
- 1977–1980 Carlos Melendez（カルロス・メレンデス）
- 1977–1980 Fernando Salaberry（フェルナンド・サラベリー）
- 1977–1979 Nefty Salaberry（ネフティ・サラベリー）

2期以降のメンバー
- Rene Farrait（レネー・ファレー）
- Jhonny Lozada （ジョニー・ロサダ）
- Xavier Servia（ハビエル・セルビア）
- Miguel Cancel（ミゲール・カンセル）
- Charlie Rivera Masso（チャーリー・マッソ）
- Ray Reyes Leon（レイ・レジェス）
- Roy Rosello Diaz（ロイ・ロセーロ）
- Robby Rosa（ロビー・ローサ）
- Ricky Martin （リッキー・マーティン）
- Raymond Asevedo（レイモンド・アセベド）
- Sergio Gonzalez（セルジオ・ゴンザレス）
- Ralphy Rodoriguez（ラルフィー・ロドリゲズ）
- Ruben Gomez（ルーベン・ゴメス）
- Angelo Garcia（アンジェロ・ガルシア）
- Roberto Avellanet（ロベルト・アベジャネット）
- Rawy Torres（ラウイー・トレス）
- Edward Aguilera（エドワード・アギレラ）
- Adrian Olivares（エイドリアン・オリバレス）
- Jonathan Montenegro（ジョナサン・モンテネグロ）
- Roberto Avellanet（ロベルト・アヘラネット）
- Angelo Garcia（アンヘロ・ガルシア）
- Cesar Abereu（セサー・アベレウゥ）
- Adrian Olivares（エイドリアン・オリヴァレス）
- Ricky Lopez（リッキー・ロペス）
- Alex Grullon（アレックス・グルジョン）
- Ashley Ruiz（アシュレイ・ルイス)
- Andy Blazquez（アンディ・ブラスクェス）
- Abel Talamantez（アベル・タラマンテズ）
- Anthony Galindo（アンソニー・ガリンド）
- Pablo Portillo（パブロ・ポルティジョ）
- Caleb Aviles（カレブ・アヴィルス）
- Danny Weider（ダニー・ウェイダー）
- Didier Hernandez（ディディエル・ヘルナンデス）
- Troy Tuminelli（トロイ・トゥミネリ）
- Daniel Rodriguez（ダニエル・ロドリゲス）
- Luis Montes（ルイス・モンテス）
- Elliot Suro（エリオット・スーロー）
- Lorenzo Duarte（ロレンゾ・デゥアルティ）

現役メンバー

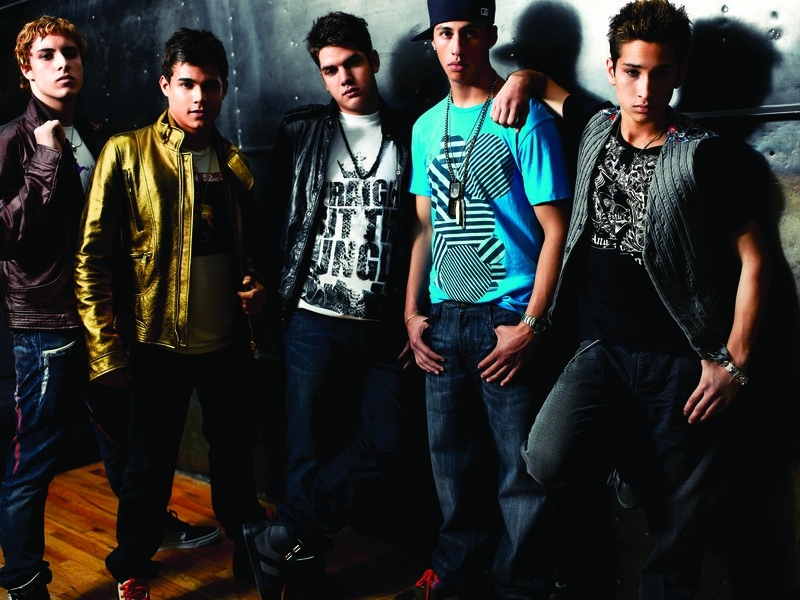

- José Bordonada Collazo（ホセ・コラーゾ）
- Chris Moy（クリス・モイ）
- Emmanuel Vélez Pagán（エマヌエル・ベレス・バガン）
- José Monti Montañez（ホセ・モンテ）
- Carlos Olivero（カルロス・オリビーロ）